# 弗里曼鎮區 (密歇根州)
弗里曼鎮區（英語：Freeman Township）是位於美國密歇根州克萊爾縣的一個行政鎮區。

## 地方資料
弗里曼鎮區的面積為92.72平方千米，當中陸地面積為89.56平方千米，而水域面積為3.16平方千米。根據2020年美國人口普查的數據，當地共有人口1125人，而人口密度為每平方千米12.13人。